# Garçon du ghetto de Varsovie

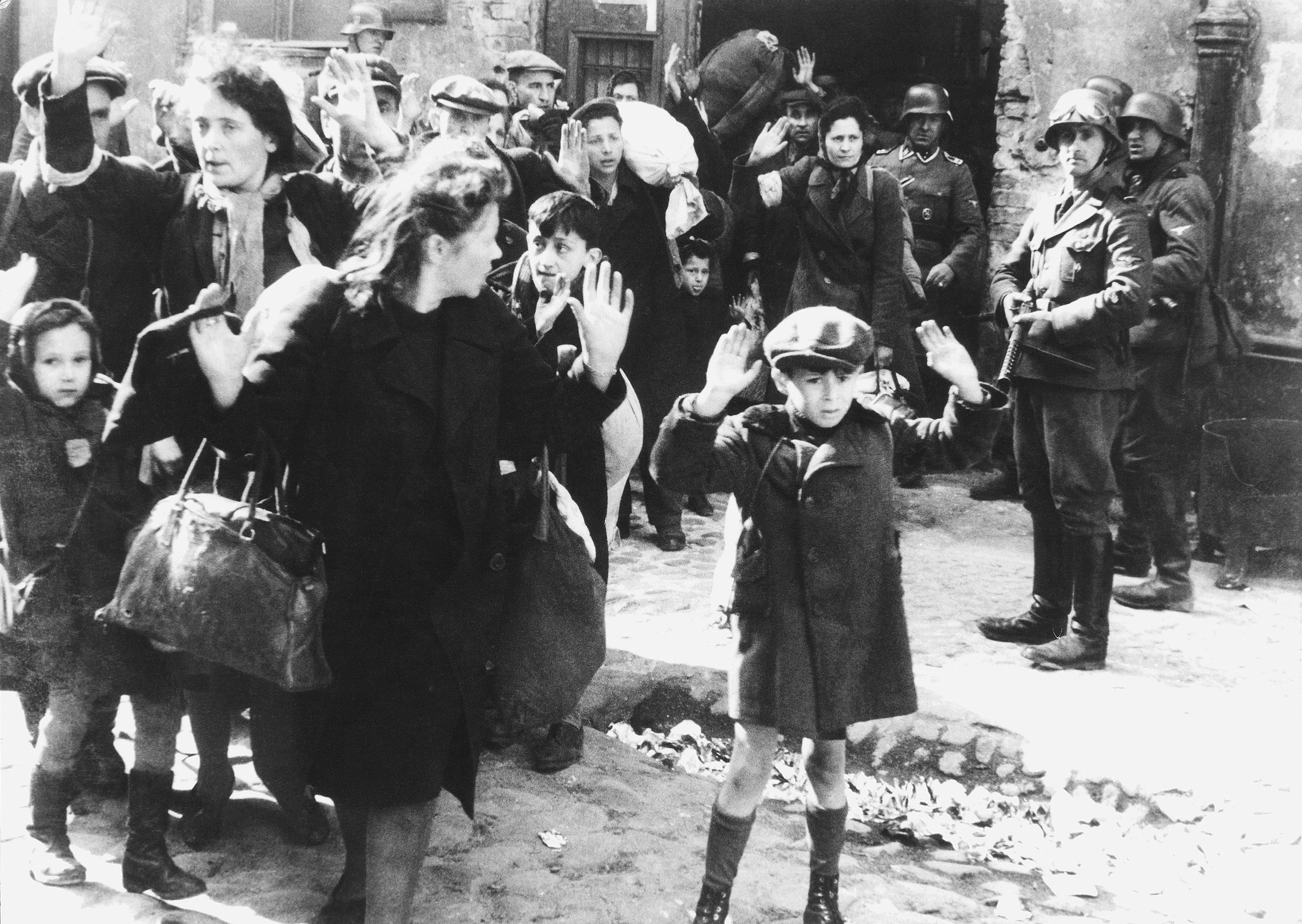
Le « Garçon du ghetto de Varsovie ».

Le « Garçon du ghetto de Varsovie » (aussi connu sous de nombreux autres titres, dont « Poussés hors de leurs trous » et « L'Enfant juif de Varsovie »), apparaît sur la photographie la plus connue prise lors du soulèvement du ghetto de Varsovie en 1943. Les mains en l’air lorsque le SS-Rottenführer Josef Blösche pointe un pistolet-mitrailleur dans sa direction, le garçon et sa famille sont évacués et arrêtés par les troupes allemandes d'un bunker où ils se sont cachés lors de la liquidation finale du ghetto.
Une fois la photo prise, tous les Juifs de celle-ci sont conduits à la Umschlagplatz et déportés au camp d'extermination de Majdanek et de Treblinka. L'emplacement exact et le photographe ne sont pas connus et Blösche est la seule personne sur la photographie qui put être identifiée avec certitude.
Cette image, extraite du rapport Stroop que Jürgen Stroop adresse en mai 1943 à Heinrich Himmler porte la légende originale en allemand « Poussés hors de leurs trous ». Elle est l'une des photographies les plus emblématiques de l'Holocauste et de la Seconde Guerre mondiale. Ce garçon en est venu à représenter le cas des enfants lors de l'Holocauste, ainsi que de toutes les victimes juives plus largement.
Plusieurs personnes ont prétendu être le garçon sur la photographie, mais son identité reste incertaine.
À compter de 2018, Getty Images qui a acquis les droits de licence Corbis en 2016, continue de la proposer pour la vente, en fournissant une copie de la photo avec un marquage numérique de la revendication de droits d'auteur en guise d'échantillon.

## Contexte
Capitale de la Pologne, Varsovie compte environ 380 000 Juifs avant la Seconde Guerre mondiale, soit environ un quart de la population. Après l'invasion de la Pologne par l'Allemagne en septembre 1939, les lois anti-juives en vigueur en Allemagne sont décrétées. Dès 1941, la population juive doit s'établir sous la contrainte dans le Ghetto de Varsovie, qui contient 460 000 personnes sur seulement 2,4 % de la surface de la ville. Les rations de nourriture quotidienne sont de seulement 180 calories. Bien qu'il soit interdit pour les juifs de se trouver du côté « aryen » de la ville, sous peine de mort, de nombreuses personnes vivent de la contrebande et en tenant des petits commerces illégaux.
À la mi-1942, la plupart des juifs du ghetto de Varsovie ont été déportés au camp d'extermination de Treblinka. En janvier 1943, quand les déportations reprennent, l'Organisation juive de combat planifie une résistance armée. Des bunkers sont construits et des armes sont introduites dans le ghetto. Le 19 avril 1943, environ 2 000 soldats dirigés par le commandant SS Jürgen Stroop entrent avec des tanks dans le ghetto afin de le liquider. Ils s'attendent à battre les insurgés juifs rapidement, mais la résistance du ghetto de Varsovie, la plus grande jamais déployée contre l'Holocauste, a duré quatre semaines. Au total, 7 000 personnes juives sont tuées durant le soulèvement, dont une majorité de civils.
Durant la campagne de répression, Stroop envoie des communiqués quotidiennement au général SS Friedrich-Wilhelm Krüger. Une sélection des photographies et des communiqués envoyés a été compilée avec un résumé des actions allemandes sous le nom de Rapport Stroop, le tout étant dédié à servir de souvenir personnel pour Heinrich Himmler. Le titre original du rapport peut se traduire par « Il n'y a plus de juifs à Varsovie ! » (en allemand : Es gibt keinen jüdischen Wohnbezirk in Warschau mehr!). Au total, trois copies sont produites, dont une pour Himmler, une pour Krüger et une pour Stroop. La copie du Rapport Stroop est détenue par l'Institut de la mémoire nationale à Varsovie, une autre par les Archives nationales américaines.

## Influence
La photo est produite lors du procès de Nuremberg et publiée par une partie de la presse française, ainsi Les Dernières de Dépêches de Dijon la publient en dernière page de son édition du 31 décembre 1945 avec cette légende : "L'accusation, à Nuremberg, produit ces documents accablants. Des familles entières sont jetées à la rue. Les Juifs sont obligés de lever les mains. La terreur est peinte sur le visage des enfants." Néanmoins, elle n'était pas très connue jusqu'aux années 1970, peut-être parce que la plupart des pays préféraient célébrer la résistance au nazisme plutôt que des victimes anonymes. En 1969, la photo paraît sur la couverture de l'édition anglaise de l'ouvrage de Gerhard Schoenberner The Yellow Star. En 2016, le magazine Time l'a mentionnée comme l'une des 100 photos les plus influentes de tous les temps, en constatant qu'elle « avait une valeur probatoire dépassant l'impact de beaucoup d'autres "images aiguës" prises pendant l'Holocauste. L'enfant en est venu à représenter le visage des 6 millions des Juifs sans défense tués par les nazis ».
Plusieurs livres ont été écrits sur la photo, dont A child of Gunpoint : A Case Study in the Life of a Photo de Richard Raskin, The Boy : A Holocaust Story de Dan Porat, L'Enfant juif de Varsovie et Histoire d'une photographie de Frédéric Rousseau,. La photo est perçue différemment par le photographe de la SS qui l'a prise et par d’autres observateurs ; d'après Raskin, « une certaine catégorie de gens y ont vu des soldats héroïques combattant les déchets de l'humanité tandis que la vaste majorité des gens du monde entier y voit l'inhumanité brutale de l'homme »,. D'après Eva Fogelman, la photo a promu le mythe du fait que les juifs se comportaient passivement, comme « des moutons allant à l'abattoir ».
L'œuvre de Norman Finkelstein Deutschland über alles juxtapose la photo de Varsovie aux images de la souffrance palestinienne. On peut lire le sous-titre tout en majuscules : « les petits enfants des survivants de l'Holocauste font aux Palestiniens la même chose que ce qu'ils ont subi eux-mêmes de la part de l'Allemagne nazie ».
Artiste et survivant de l'Holocauste, Samuel Bak a créé une série de plus d'une centaine de tableaux inspirés par la photo, aussi bien que par sa propre expérience et par les souvenirs d'un ami d'enfance qu'il a perdu. Dans ces travaux les bras étendus du garçon sont très souvent représentés comme une crucifixion ou bien avec le garçon vu comme une partie d'un monument imaginaire,.
NARA et IPN décrivent l'image comme étant du domaine public. Pourtant, en 1990, Corbis Corporation a acquis la photo de Bettman Archive et a autorisé trois versions de la photo, en prélevant le taux commercial pour son usage.